# Dodo, le retour
Dodo, le retour est une série télévisée d'animation franco-suisse de 65 épisodes de 5 minutes environ. Créée par Christian Joller et réalisée par Francis Nielsen, la série fut diffusée en France pour la première fois sur Canal J en novembre 1995 puis le 4 septembre 1996 sur France 2 dans l'émission La Planète de Donkey-Kong. Elle a été diffusée ensuite en 1999 sur France 2 dans l'émission Anime ton Week-end.

## Historique
Co-produite par Cohésion SA et Rooster Studio, cette série éducative est un mélange de dessins-animés et de reportages sur le thème de l'environnement. Le créateur de la série voulait utiliser le Dodo, symbole d'une espèce disparue, comme vecteur d'un message écologique pour sensibiliser les plus jeunes sur les problèmes environnementaux. Ainsi dans chaque épisode Dodo apprend, au moyen d'images de reportages, des choses qu'il ignore sur des espèces animales ou sur des problèmes liés à l'environnement.

## Synopsis
Dodo est de retour sur terre pour le plus grand étonnement des habitants de son île natale, l'Île Maurice. En arrivant dans sa demeure il découvre qu'elle est déjà occupée par d'autres habitants, des fourmis. Dodo se met tout de suite à les chasser sans savoir à qui il a affaire. L'une d'entre elles le stop dans son élan dévastateur pour prendre le temps de lui expliquer qui sont les fourmis et comment elles vivent. Cette fourmi deviendra par la suite l'amie de Dodo et sera souvent là pour lui expliquer d'autres choses qu'il ignore.
Au fil des épisodes Dodo va voyager à travers le monde et rencontrer d'autres espèces animales. Il sera en butte à des problèmes liés à l'environnement et à son comportement parfois néfaste pour la planète terre, mais chaque individu ou animal qu'il rencontre va se charger de l'éduquer et lui faire comprendre l'impact écologique que peut avoir certaines actions ainsi que les comportements à adopter pour devenir un meilleur citoyen. Cet apprentissage va faire de lui un ambassadeur de la cause écologique.

## Analyse de l'œuvre
La série offre un contenu ludique et éducatif sous la forme d'un dessins-animés mélangé avec des images en prise de vue réelle. L'objectif étant d'amuser un jeune public avant de le sensibiliser aux problèmes environnementaux. Le Dodo est l'emblème et le véhicule du message écologique car faisant partie d'une espèce ayant disparu à l'orée du XVIIIe siècle, il représente par ses actes les dangers que l'homme peut faire subir à diverses espèces animales s'il ne prend pas garde à son comportement. Certains épisodes expliquent comment vivent certaines espèces, d'autres sont plus axés sur l'impact de l'être humain et de ses actions sur son environnement et sur les différentes formes de vie composant les divers écosystèmes.
C'est donc au travers de l'insouciance du Dodo que la série tente de toucher les consciences, offrant un juste équilibre entre amusement et éducation. Malgré sa très courte durée, la partie documentaire résume relativement bien le sujet évoqué, le principal étant que le jeune téléspectateur soit suffisamment renseigné pour éventuellement s'intéresser encore un peu plus aux problèmes traités dans la série, et qui vingt ans après sa diffusion demeurent.

## Personnages

### Personnages Principaux
- Dodo : Oiseau exterminé par l'homme, de retour sur terre pour découvrir et sensibiliser les gens sur des causes écologiques.
- La Fourmi : Copine de Dodo, elle habitait dans sa demeure jusqu'à ce qu'il revienne et tente de la faire fuir. Elle est devenue son amie et explique souvent à Dodo ce qu'il ne doit pas faire.

### Personnages Secondaires
- Le gardien de musée (Épisode 2)
- Le Koala (Épisode 3)
- Les Clones de Dodos (Épisode 4)
- L'Abeille (Épisode 5)
- Le Pélican (Épisode 6, 7, 11, 16, 17, 26, 43, 50, 62)
- La Grenouille (Épisode 8)
- Le Perroquet (Épisode 9, 64)
- Le Dauphin (Épisode 11, 27)
- La Taupe (Épisode 12, 13)
- Les Singes (Épisode 13, 14, 24, 43, 48, 51)
- L'Araignée (Épisode 14, 55, 56)
- Le Poisson (Épisode 15)
- La Murène (Épisode 16)
- L'Otarie (Épisode 17, 18)
- L'Aigle (Épisode 21)
- Les Éléphants (Épisode 22)
- Le Bébé Guépard (Épisode 23)
- La Tortue (Épisode 24)
- Madona la Poule (Épisode 25, 43)
- Brutos le Coq (Épisode 25, 27, 43, 49)
- Le Rhinocéros (Épisode 28)
- La Chauve-Souris (Épisode 29)
- Le Chameau (Épisode 31, 32)
- Les Pingouins (Épisode 34)
- Yuri (Épisode 35, 50, 51, 52, 53, 54)
- Bart (Épisode 35, 50, 51, 52, 53, 54)
- Le Crocodile (Épisode 39)
- Le Morse (Épisode 46)
- Le Gorille (Épisode 48)
- Le Paparazzi (Episode51, 52, 63)
- La Loutre (Épisode 52)
- Les Saumons (Épisode 54)
- Les Animaux de la Ferme (Épisode 59)
- Le Caméléon (Épisode 61)
- Le Faucon (Épisode 63)

## Fiche Technique
- Titre de la série : Dodo le retour
- Origine : Suisse / France
- Année de production : 1995
- Production : Cohésion SA / Rooster / France 2 / WTN
- Nombre d'épisodes : 65 x 5 minutes
- Scénario : Christian Joller / Jean-Luc Fromental
- Personnages : Ferran Gallard / Laurent Nicolas
- Musique : Dom Torche[2]
- Réalisation : Francis Nielsen[3]
- Story-board : Paul Beneteau / Philippe Prunet / Christophe Hutwohl
- Layout : Yvon Perru / Bernard Legall
- Animation : Vivian Miessen / Bruno Wouters / Koen Reynaerds / Christian Bordes / Yantz Films / Animation Services
- Exécution Couleur et Prises de Vue : Pipangai[4]
- Chef Décorateur : Christian Vallaux
- Décors : Laurence Étienne / Claudie François
- Voix :
- Jean-Claude Donda : Dodo (2e voix) / chanteur du générique
- Danièle Hazan : la fourmi (2e voix)
- Marc Moreau : voix additionnelles
- Montage : Jean-Marc Raygade
- Direction de Production : Marcel Zimmerman
- Modèles couleurs : Dominique Tardivel
- Administration de Production : Catherine Nielsen / Justine Huyn Van Phuong / Martine Blanc / William Speerstra
- Illustration Sonore et Mixage : Merjithur
- Laboratoire de Post-Production : CMC / Videomage
- Producteurs : Jennifer Wilson[5] / Tim Sparke / Barry Gilbert-Miguet / Nazir Sunderji / Christian Joller / Gerry O'Reilly
- Producteur Délégué : Francis Nielsen
- Avec la participation de : La Fondation Bellerive / Canal J / Le Centre National de Cinématographie / UFCA
- En Collaboration avec : Bernard Pichon / Christian Joller / TSR
- Documentaires : WTN

## Épisodes
1. Dodo et les fourmis [vidéo] « Visionner la vidéo »
2. Dodo au musée [vidéo] « Visionner la vidéo »
3. Dodo et le koala [vidéo] « Visionner la vidéo »
4. Dodo et les clones [vidéo] « Visionner la vidéo »
5. Dodo et les abeilles [vidéo] « Visionner la vidéo »
6. Dodo à la plage [vidéo] « Visionner la vidéo »
7. Dodo et les feux d'artifice [vidéo] « Visionner la vidéo »
8. Dodo et la grenouille [vidéo] « Visionner la vidéo »
9. Dodo et le perroquet [vidéo] « Visionner la vidéo »
10. Dodo et l'éolienne [vidéo] « Visionner la vidéo »
11. Dodo et le dauphin [vidéo] « Visionner la vidéo »
12. Dodo et la taupe [vidéo] « Visionner la vidéo »
13. Dodo et les singes [vidéo] « Visionner la vidéo »
14. Dodo, homme d'affaires [vidéo] « Visionner la vidéo »
15. Dodo et la piscine [vidéo] « Visionner la vidéo »
16. Dodo et la murène [vidéo] « Visionner la vidéo »
17. Dodo et l'otarie [vidéo] « Visionner la vidéo »
18. Dodo et l'inondation [vidéo] « Visionner la vidéo »
19. Dodo et le trafic routier [vidéo] « Visionner la vidéo »
20. Dodo et les gadgets [vidéo] « Visionner la vidéo »
21. Dodo et l'aile delta [vidéo] « Visionner la vidéo »
22. Dodo et le cirque [vidéo] « Visionner la vidéo »
23. Dodo et les guépards [vidéo] « Visionner la vidéo »
24. Dodo et les tortues [vidéo] « Visionner la vidéo »
25. Dodo et la basse-cour [vidéo] « Visionner la vidéo »
26. Dodo et les coquillages [vidéo] « Visionner la vidéo »
27. Dodo et le requin [vidéo] « Visionner la vidéo »
28. Dodo et le rhinocéros [vidéo] « Visionner la vidéo »
29. Dodo et les chauves-souris [vidéo] « Visionner la vidéo »
30. Dodo et les trafiquants d'animaux [vidéo] « Visionner la vidéo »
31. Dodo et le chameau [vidéo] « Visionner la vidéo »
32. Dodo et le désert [vidéo] « Visionner la vidéo »
33. Dodo et les plantes soignantes [vidéo] « Visionner la vidéo »
34. Dodo et les pingouins [vidéo] « Visionner la vidéo »
35. Dodo et la couche d'ozone [vidéo] « Visionner la vidéo »
36. Dodo et les chevaux de trait [vidéo] « Visionner la vidéo »
37. Dodo et les barrages [vidéo] « Visionner la vidéo »
38. Dodo et les enfants de rue [vidéo] « Visionner la vidéo »
39. Dodo et les crocodiles [vidéo] « Visionner la vidéo »
40. Dodo et l'effet de serre [vidéo] « Visionner la vidéo »
41. Dodo et l'entretien des villes [vidéo] « Visionner la vidéo »
42. Dodo et la fondation Bellerive [vidéo] « Visionner la vidéo »
43. Dodo et les animaux abandonnés [vidéo] « Visionner la vidéo »
44. Dodo et les maladies de la pierre [vidéo] « Visionner la vidéo »
45. Dodo et l'énergie solaire [vidéo] « Visionner la vidéo »
46. Dodo et le morse [vidéo] « Visionner la vidéo »
47. Dodo et les mouches tsé-tsé [vidéo] « Visionner la vidéo »
48. Dodo et le gorille [vidéo] « Visionner la vidéo »
49. Dodo et l'élevage en batterie [vidéo] « Visionner la vidéo »
50. Dodo et le réchauffement de la planète [vidéo] « Visionner la vidéo »
51. Dodo et les pesticides [vidéo] « Visionner la vidéo »
52. Dodo et la loutre [vidéo] « Visionner la vidéo »
53. Dodo et les nappes phréatiques [vidéo] « Visionner la vidéo »
54. Dodo et les saumons [vidéo] « Visionner la vidéo »
55. Dodo et la nutrition [vidéo] « Visionner la vidéo »
56. Dodo et l'araignée [vidéo] « Visionner la vidéo »
57. Dodo et la pollution [vidéo] « Visionner la vidéo »
58. Dodo et les animaux de la ferme [vidéo] « Visionner la vidéo »
59. Dodo et le bruit [vidéo] « Visionner la vidéo »
60. Dodo et les geysers [vidéo] « Visionner la vidéo »
61. Dodo et le caméléon [vidéo] « Visionner la vidéo »
62. Dodo et le recyclage [vidéo] « Visionner la vidéo »
63. Dodo et le faucon [vidéo] « Visionner la vidéo »
64. Dodo et les perroquets [vidéo] « Visionner la vidéo »
65. Bon anniversaire Dodo [vidéo] « Visionner la vidéo »

## Commentaires

### Déroulement d'un épisode
Dans chaque épisode Dodo se met dans des situations souvent périlleuses, son côté un peu gauche et sa méconnaissance de l'environnement dans lequel il évolue vont lui faire rencontrer d'autres espèces dont il ignore l'existence. Chaque situation est un prétexte pour lui expliquer comment se comporter et avec qui il doit vivre en harmonie. La partie du milieu de l'épisode, où Dodo se fait tout expliquer, est une partie documentaire en prise de vue réelle qui permet au jeune téléspectateur d'être sensibilisé (tout comme Dodo) à l'écologie et aux relations entre les animaux et les êtres humains. Le discours de chaque épisode se veut volontairement claire et assez complet, tout en laissant au téléspectateur la possibilité d'en discuter ou d'aller se renseigner pour approfondir le sujet.
Dodo fini par s'excuser et promettre de faire attention à ses futures actions.

### Thèmes écologiques
- L'entretien des plages (Dodo à la plage)
- Le feu (Dodo et les feux d'artifice)
- La pollution des eaux (Dodo et la grenouille)
- La déforestation (Dodo et le perroquet)
- La chasse aux baleines (Dodo et l'éolienne)
- Les engrais (Dodo et la taupe)
- Le transport d'animaux tropicaux (Dodo homme d'affaires)
- Le petrole (Dodo et la piscine)
- Le corail (Dodo et la murène)
- La pêche intensive (Dodo et l'otarie)
- La pollution urbaine (Dodo et le trafic routier)
- Les dépenses d'énergie (Dodo et les gadgets)
- Le trafic d'animaux (Dodo et les trafiquants d'animaux)
- La couche d'ozone (Dodo et la couche d'ozone)
- L'effet de serre (Dodo et l'effet de serre)
- Les déchets domestiques (Dodo et l'entretien des villes)
- L'énergie solaire (Dodo et l'énergie solaire)
- L'élevage en batterie (Dodo et l'élevage en batterie)
- Le réchauffement de la planète (Dodo et le réchauffement de la planète)
- Les pesticides (Dodo et le pesticides)
- Les nappes phréatiques (Dodo et les nappes phréatiques)
- La pollution sonore (Dodo et le bruit)
- Le recyclage (Dodo et le recyclage)

## Diffusions

### En France
La série a été diffusée sur plusieurs chaînes :
- Canal J : À partir de novembre 1995
- France 2 : À partir du 4 septembre 1996 dans l'émission "La Planète de Donkey Kong"[6] puis rediffusée en 1999 dans l'émission "Anime ton week-end"[7]

### En Suisse
- TSR : À partir du 7 janvier 1996 à 19h20 puis rediffusée à partir du 7 septembre 1996 en matinée[8],[9]
- TSR 2 : À partir du 31 août 1998 dans l'émission "Bus et Compagnie"[10]

### En Allemagne
- Super RTL : À partir du 5 janvier 1998, puis rediffusée à partir du 2 janvier 1999[11],[12]

### En États Unis
- Cartoon Network : À partir de 1996 jusqu'à ce que 2002 en Smail World

## Produits Dérivés

### Vidéo
Les épisodes de la série sont sortis en VHS en 1996 et en DVD,.

### Figurines
Plusieurs figurines sont sorties dans le commerce, représentant le Dodo dans divers activités (tennisman, pêcheur, jardinier, clown, commandant de bord, voyageur, plongeur).